# Eugene Sledge
Eugene Bondurant Sledge, född 4 november 1923, död 3 mars 2001, var en amerikansk marinkårssoldat i USA:s marinkår, professor, lärare och författare. År 1981 släppte han självbiografin With the Old Breed: At Peleliu and Okinawa om hans stridande upplevelser under andra världskriget. Självbiografin har använts som källmaterial för dokumentärserien The War och HBO miniserien The Pacific, där han spelas av Joseph Mazzello.

## Militär karriär
Sledge blev inskriven vid Marion Military Institute men istället valde han att frivilligt tjänstgöra i den amerikanska marinkåren från och med december 1942. Han placerades i officersutbildningsprogrammet V-12 och sändes till Georgia Tech, där han och halva hans klass såg till att bli kuggade så att de inte skulle "missa kriget. Därefter enrollerade han sig som menig och anslöts till K (King) Company, 3rd Battalion, 5th Marines, 1st Marine Division (K/3/5). Han uppnådde graden Private First Class och blev granatansvarig, "mortarman". När striderna vid Peleliu och Okinawa kom för nära för användning av Granatkastare fick Eugene andra arbetsuppgifter såsom bårbärare och att tillhandahålla gevärseld.
Under sin tjänstgöring i Stilla havet skrev Sledge ned anteckningar i sin fickbibel om det han upplevde. När kriget tog slut, tog han dessa anteckningar och sammanställde dem i en självbiografi som senare skulle bli känd som With the Old Breed: At Peleliu and Okinawa. Han skrevs ut från Marinkåren i februari 1946 som korpral.

## Populärkultur
I HBO:s TV-serie The Pacific gestaltades Sledge av den amerikanske skådespelaren Joseph Mazzello.